# Шорвуд (Минесота)
Шорвуд (енгл. Shorewood) град је у америчкој савезној држави Минесота.

## Демографија
По попису из 2010. године број становника је 7.307, што је 93 (-1,3%) становника мање него 2000. године.
| Група             | 2000.         | 2010.         |
| Белци             | 7.194 (97,2%) | 6.909 (94,6%) |
| Афроамериканци    | 29 (0,4%)     | 55 (0,8%)     |
| Азијати           | 66 (0,9%)     | 102 (1,4%)    |
| Хиспаноамериканци | 61 (0,8%)     | 126 (1,7%)    |
| Укупно            | 7.400         | 7.307         |